# Резолюция Совета Безопасности ООН 1038
Резолюция Совета Безопасности Организации Объединённых Наций 1038 (код — S/RES/1038), принятая 15 января 1996 года, сославшись на предыдущие резолюции по Хорватии, включая резолюции 779 (1992), 981 (1995) и 1025 (1995), Совет уполномочил Миссию наблюдателей ООН в Превлаке продолжать наблюдение за демилитаризацией в районе полуострова Превлака в Хорватии.
Совет отметил соглашение между президентами Хорватии и Союзной Республики Югославии (Сербии и Черногории) о демилитаризации и подчеркнул вклад, который это внесло в снижение напряженности в регионе.
Наблюдатели будут следить за демилитаризацией на полуострове Превлака в течение трех месяцев, а совет продлит этот срок ещё на три месяца по получении доклада Генерального секретаря. К 15 марта 1996 года Генеральному секретарю ООН Бутросу Бутросу-Гали было предложено доложить совету о ситуации в регионе и прогрессе, достигнутом сторонами в урегулировании разногласий, а также о возможном продлении мандата военных наблюдателей. Наконец, наблюдателям и Силам по осуществлению, учрежденным резолюцией 1031 (1995), было настоятельно предложено сотрудничать друг с другом.